# Конасоціація
Конасоціація (від лат. con — разом і асоціація: Быков, 1966), епіасоціація (Сочава, 1978), секвенція (Godron, Poissonet, 1972) — сукупність приуроченого до певної території стабільного фітоценозу (-ів) однієї асоціації (або групи її асоціацій) і проценозів, що належать до нього (до них); своєрідний, дуже широко поширений комплекс зазвичай з нерегулярним чергуванням ценозів, що перебувають на різних стадіях синценогенезу. Іноді (переважно через порушення однорідності умов, зокрема рельєфу) конасоціація включає інтерсеріальні (вставлені) співтовариства інших асоціацій і формацій.
Конасоціація має як індивідуальне вираження (дана конасоціація, або конценоз), так і загальне — конкретні конасоціаціі одного типу, що представляють собою конасоціацію як тип, як сукупність однорідних конценозів. Прикладом конкретної конасоціаціі можуть служити конасоціації Artemisia terrae-albae, що включають крім корінних спільнот пасквальні модифікації, починаючи від Artemisia terrae-albae — Ceratocarpus arenarius і кінчаючи проценозами Ceratocarpus arenarius.

## Виноски
1. ↑   Быков Б. А. Проблема эдификаторов растительного покрова // Ботан. журн. — 1966. — Т. 51, № 9.
2. ↑   Сочава Б. В. Введение в учение о геосистемах. — Новосибирск: Наука, Сибирское отделение, 1978. — 319 с.
3. ↑   Godron M. & Poissonet J. 1972 — Quatre thèmes complémentaires pour la cartographie de la végétation et du milieu (séquence de végétation, diversité du paysage, vitesse de cicatrisation, sensibilité de la végétation) // Bull. Soc. Languedocienne de Géographie. — 1972. — Tome 6, fasc. 3. — Р. 329–356.